# Papel crepom

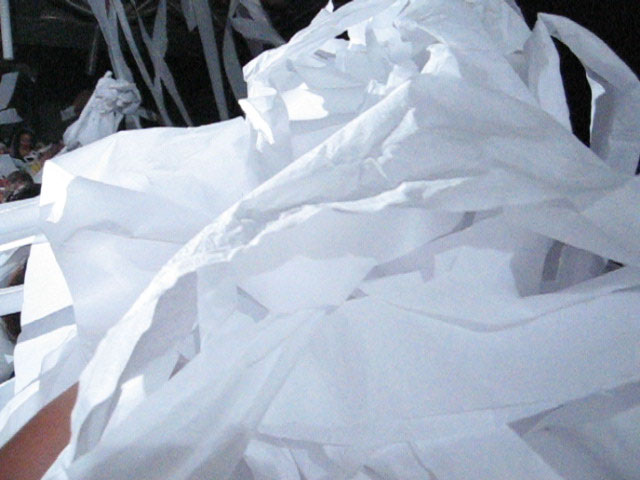
Amostra de papel crepom

O papel crepe é um dos papéis mais leves que existe. É produzido ao ser coberto por uma espécie de cola e posteriormente encrespado, a fim de criar suas dobras tipicamente conhecidas.

## Produção
O papel crepe é produzido em uma máquina de papel que tem um único grande cilindro de secagem a vapor aquecido, equipado com um exaustor de ar quente. A matéria-prima é a celulose. O cilindro é pulverizado com adesivos para fazer o papel grudar, e a formação de dobras é feita por uma lâmina que realiza a raspagem do papel seco da superfície do cilindro. A formação de dobras (crepagem) é controlada pela força do adesivo, a geometria da lâmina, diferença de velocidade entre a o cilindro e o final da máquina de papel, e as características da polpa do mesmo.

## Propriedades
- Papel crepe está entre os papéis mais leves, já que seu peso é normalmente inferior a 35 g/m².
- O tamanho das dobras reflete o quanto o papel encurtou durante frisamento. O papel normalmente encolhe de 10% a 30%. A formação dos frisos é utilizada para ajustar e aumentar a espessura do papel, o qual tem um efeito marcado na suavidade e absorvência.
- O enrugamento pode também ser aplicado a outros tipos de papéis, como os especiais.
- O papel crepe não tem opacidade, a sua textura é rugosa

## Aplicações
- O papel crepe é popular por ser usado em  serpentinas e outras decorações de festas.
- Acessórios podem ser feitos de papel crepom. Ele pode ser embebido em uma pequena quantidade de água para formar corantes para cartolina branca, papéis e outros materiais.
- O papel crepe também pode ser usado para fazer flores de papel, apliques e esculturas de papel.
- O papel crepe é um importante revestimento de vários tipos de  fita, incluindo a fita crepe e fita isolante.
- Pode ser usado no lugar de palha de milho para fazer  tamales.
- Na antiga União Soviética, não tingido e não alvejado, o papel crepe era usado amplamente como papel higiênico.
- É usado em sistemas de reparação de pequenos modelos de foguetes .
- O papel crepe é um dos principais componentes utilizados na construção do traje para Junkanoo, o desfile de rua mais popular nas Bahamas.